# Miss Univers 1983
 (octobre 2015).

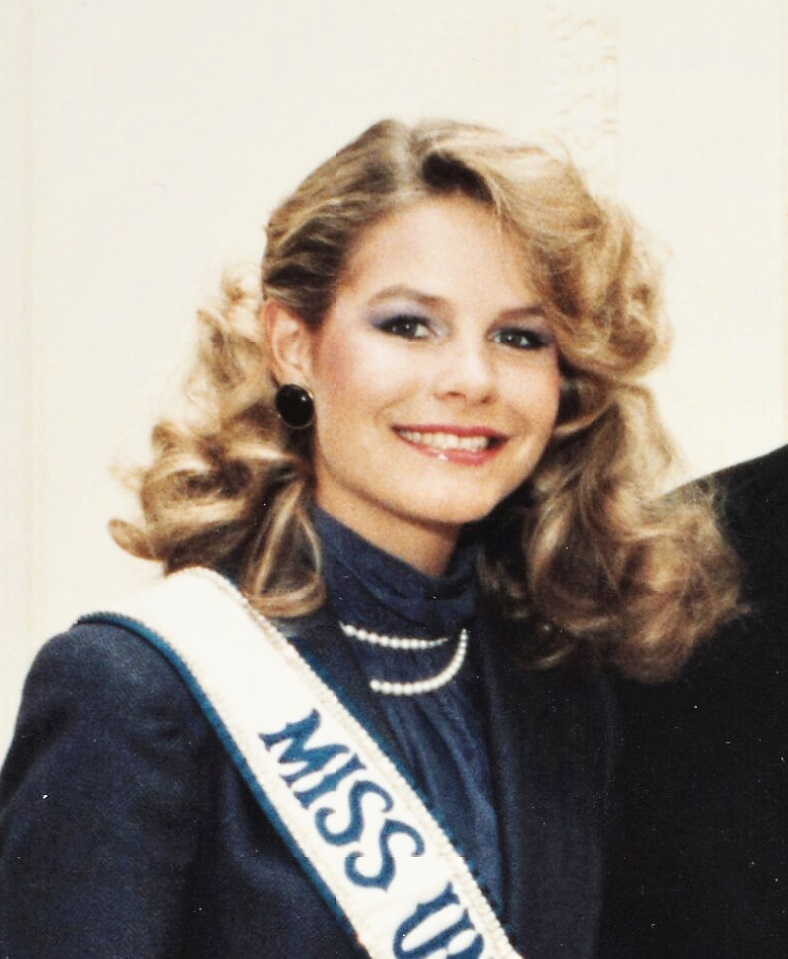
Lorraine Downes, Miss Univers 1983 reçue à la maison blanche à Washington.

Miss Univers 1983, 32e édition du concours de Miss Univers a lieu le 11 juillet 1983, au Kiel Auditorium, à Saint-Louis (Missouri), États-Unis. 
Lorraine Downes, Miss Nouvelle-Zélande, âgée de 19 ans, remporte le prix.

## Résultats
| Classement final  | Candidates |
| ----------------- | --- |
| Miss Univers 1983 | - Nouvelle-Zélande - Lorraine Downes |
| 1st runner-up     | - USA - Julie Hayek |
| 2nd runner-up     | - Irlande - Roberta Brown |
| 3rd runner-up     | - Suisse - Lolita Morena |
| 4th runner-up     | - Angleterre - Karen Moore |
| Top 12            | - Allemagne - Loana Katharina Radecki - Venezuela - Paola Ruggeri - Singapour - Kathie Lee (Lee Lee-Beng) - Italie - Federica Maria Moro - Finlande - Nina Marjaana Rekola - Norvège - Karen Elizabeth Dobloug - Espagne - Ana Isabel Herrero García |

### Scores de la demi-finale
| \| Pays \| Moyenne préliminaire \| Interview \| Maillot de bain \| Robe du soir \| Moyenne de la demi-finale \| \| ---------------- \| -------------------- \| ---------- \| --------------- \| ------------ \| ------------------------- \| \| USA \| 8.708 (1) \| 8.916 (5) \| 9.333 (1) \| 9.455 (1) \| 9.234 (1) \| \| Suisse \| 8.395 (3) \| 9.138 (2) \| 9.220 (3) \| 9.338 (3) \| 9.232 (2) \| \| Nouvelle-Zélande \| 8.325 (6) \| 9.081 (3) \| 9.177 (4) \| 9.358 (2) \| 9.205 (3) \| \| Irlande \| 8.353 (5) \| 9.244 (1) \| 9.161 (5) \| 9.192 (6) \| 9.199 (4) \| \| Angleterre \| 8.385 (4) \| 9.027 (4) \| 9.244 (2) \| 9.172 (7) \| 9.147 (5) \| \| Allemagne \| 8.091 (10) \| 8.872 (6) \| 9.094 (6) \| 9.322 (5) \| 9.096 (6) \| \| Venezuela \| 8.464 (2) \| 8.666 (7) \| 9.088 (7) \| 9.338 (3) \| 9.030 (7) \| \| Singapour \| 8.222 (7) \| 8.658 (8) \| 8.766 (10) \| 9.161 (8) \| 8.861 (8) \| \| Italie \| 7.956 (12) \| 8.644 (9) \| 8.922 (8) \| 9.016 (10) \| 8.860 (9) \| \| Finlande \| 8.143 (8) \| 8.427 (11) \| 8.888 (9) \| 9.144 (9) \| 8.573 (11) \| \| Norvège \| 8.089 (11) \| 8.486 (10) \| 8.505 (12) \| 8.822 (11) \| 8.604 (10) \| \| Espagne \| 8.098 (9) \| 8.261 (12) \| 8.577 (11) \| 8.788 (12) \| 8.542 (12) \| | Winner First Runner-up Second Runner-up Third Runner-up Fourth Runner-up Top 12 Semifinalist (#) Rank in each round of competition |            |                 |              |                           |
| Pays | Moyenne préliminaire | Interview  | Maillot de bain | Robe du soir | Moyenne de la demi-finale |
| USA | 8.708 (1) | 8.916 (5)  | 9.333 (1)       | 9.455 (1)    | 9.234 (1)                 |
| Suisse | 8.395 (3) | 9.138 (2)  | 9.220 (3)       | 9.338 (3)    | 9.232 (2)                 |
| Nouvelle-Zélande | 8.325 (6) | 9.081 (3)  | 9.177 (4)       | 9.358 (2)    | 9.205 (3)                 |
| Irlande | 8.353 (5) | 9.244 (1)  | 9.161 (5)       | 9.192 (6)    | 9.199 (4)                 |
| Angleterre | 8.385 (4) | 9.027 (4)  | 9.244 (2)       | 9.172 (7)    | 9.147 (5)                 |
| Allemagne | 8.091 (10) | 8.872 (6)  | 9.094 (6)       | 9.322 (5)    | 9.096 (6)                 |
| Venezuela | 8.464 (2) | 8.666 (7)  | 9.088 (7)       | 9.338 (3)    | 9.030 (7)                 |
| Singapour | 8.222 (7) | 8.658 (8)  | 8.766 (10)      | 9.161 (8)    | 8.861 (8)                 |
| Italie | 7.956 (12) | 8.644 (9)  | 8.922 (8)       | 9.016 (10)   | 8.860 (9)                 |
| Finlande | 8.143 (8) | 8.427 (11) | 8.888 (9)       | 9.144 (9)    | 8.573 (11)                |
| Norvège | 8.089 (11) | 8.486 (10) | 8.505 (12)      | 8.822 (11)   | 8.604 (10)                |
| Espagne | 8.098 (9) | 8.261 (12) | 8.577 (11)      | 8.788 (12)   | 8.542 (12)                |

## Prix spéciaux
| Prix                  | Candidates                                                                                                   |
| --------------------- | --- |
| Best National Costume | - Corée du Sud - Jong-jun Kim - Îles Vierges des États-Unis - Julie Elizabeth Woods - Japon - Yuko Yamaguchi |
| Miss Congeniality     | - Gambie - Abbey Scattrel Janneh                                                                             |
| Miss Photogenic       | - Suisse - Lolita Morena                                                                                     |

## Ordre d'annonce des finalistes
| 1. Modèle:Nouvelle-Zelande 2. Italie 3. Singapour 4. Venezuela 5. Irlande 6. Modèle:Norvege 7. Suisse 8. Espagne 9. Angleterre 10. Finlande 11. États-Unis 12. Allemagne | 1. Angleterre 2. Modèle:Nouvelle-Zelande 3. Irlande 4. États-Unis 5. Suisse |

## Judges
| - Lewis Collins - Peter Deamondis - Erol Evgin - Rocío Jurado - Ruby Keeler - Patricia Nery | - Ken Norton - Oh Soon-Tek - Marlin Perkins - Rosemary Rogers - Irene Sáez Conde |

## Candidates
| - Argentine – María Daniela Carara - Aruba – Milva Evertsz - Australie – Simone Cox - Autriche – Mercedes Stermitz - Bahamas – Christina Thompson - Belgique – Françoise Bostoen - Belize – Shirlene Dianne McKay - Bermudes – Angelita Diaz - Bolivie – Cecilia Zamora - Brésil – Mariza Fully Coelho † - Îles Vierges britanniques – Anna Maria Joseph - Canada – Jodi Yvonne Rutledge - Îles Caïmans – Effie Ebanks - Chili – María Josefa Isensee Ugarte - Colombie – Pauline Sáenz - Îles Cook – Carmena Blake - Costa Rica – María Gabriela Pozuelo - Curaçao – Maybelline Altagracia Snel - Chypre – Marina Elena Rauscher - Danemark – Inge Ravn Thomsen - République dominicaine - Alexandra Astwood - Équateur – Mariela García - Salvador – Claudia Oliva - Angleterre – Karen Moore - Finlande – Nina Marjaana Rekkola - France – Frédérique Leroy - Guyane – Marie Georges Achamana - Gambie – Abbey Scattrel Janneh - Allemagne – Loana Katharina Radecki - Gibraltar – Louise Gillingwater - Grèce – Plousia Farfaraki - Guadeloupe – Nicole LeBorgne - Guam – Pamela Booth - Guatemala – Berta Victoria Gonzales - Holland – Nancy Lalleman Heynis - Honduras – Ollie Thompson - Hong Kong – Cherona Yeung - Islande – Unnur Steinsson - Inde – Rekha Hande - Indonésie – Andi Botenri | - Irlande – Roberta Brown - Israël – Shimona Hollender - Italie – Federica Maria Moro - Japon – Yuko Yamaguchi - Korea – Jong-jun Kim - Liban – May Mansour Chahwan - Malaisie – Puspa Mohammed - Malte – Christine Bonnici - Martinique – Marie Lina Laupa - Mexique – Monica Rosas - Namibie – Astrid Klotzsch - Nouvelle-Zélande - Lorraine Elizabeth Downes - Îles Mariannes du Nord – Thelma Mafnas - Norvège – Karen Elisabeth Dobloug - Panama – Elizabeth Bylan Bennett - Papouasie-Nouvelle-Guinée – Shannelle Bray - Paraguay – Mercedes Bosch - Pérou – Vivien Griffiths - Philippines – Rosita Capuyon - Portugal – Anabella Elisa Ananiades - Porto Rico – Carmen Batiz - La Réunion – Eliane LeBeau - Écosse – Linda Renton - Singapour – Kathie Lee - Afrique du Sud – Leanne Hosking - Espagne – Ana Isabela Herrero - Sri Lanka – Shyama Fernando - Suède – Viveca Miriam Jung - Suisse – Lolita Morena - Thaïlande – Jinda Nernkrang - Transkei – Nomxousi Xokelelo - Trinidad & Tobago – Sandra Williams - Turquie – Dilara Haracci - Turks and Caicos – Lolita Ariza - Uruguay – María Jacqueline Beltrán - États-Unis – Julie Hayek - Îles Vierges américaines – Julie Elizabeth Woods - Venezuela – Paola Ruggeri - Pays de Galles – Lianne Gray - Western Samoa – Falute Mama Aluni |

### Scores du défilé en maillots de bain
- 8.327 Venezuela
- 8.316 Switzerland
- 8.232 USA
- 8.221 New Zealand
- 8.111 Denmark
- 8.094 Mexico
- 8.065 Finland
- 8.065 Italy
- 8.044 Peru
- 8.003 England
- 7.955 Israel
- 7.947 Norway
- 7.938 Philippines
- 7.933 Ireland
- 7.893 Singapore
- 7.872 Spain
- 7.872 Uruguay
- 7.844 Brazil
- 7.822 South Africa
- 7.821 France
- 7.784 Ecuador
- 7.736 Portugal
- 7.727 Japan
- 7.705 Scotland
- 7.683 Wales
- 7.677 Iceland
- 7.677 Turkey
- 7.655 Sweden
- 7.622 Panama
- 7.588 Korea
- 7.583 Holland
- 7.494 Dominican Republic
- 7.490 Transkei
- 7.472 Austria
- 7.454 India
- 7.411 Greece
- 7.404 Cyprus
- 7.403 French Guiana
- 7.350 Colombia
- 7.344 Paraguay
- 7.343 Guadeloupe
- 7.333 Guatemala
- 7.311 Namibia
- 7.300 Curaçao
- 7.298 Chile
- 7.277 Belgium
- 7.266 Malaysia
- 7.261 Honduras
- 7.250 Sri Lanka
- 7.244 Lebanon
- 7.211 Canada
- 7.205 Bermuda
- 7.144 Turks & Caicos
- 7.188 Western Samoa
- 7.138 Cayman Islands
- 7.136 Thailand
- 7.122 Australia
- 7.055 Bolivia
- 7.038 Northern Mariana Islands
- 7.037 Puerto Rico
- 7.033 US Virgin Islands
- 6.977 Martinique
- 6.966 Argentina
- 6.955 Bahamas
- 6.954 Malta
- 6.922 Réunion
- 6.777 Papua New Guinea
- 6.766 British Virgin Islands
- 6.755 El Salvador
- 6.622 Guam
- 6.554 Gambia
- 6.533 Aruba
- 6.525 Cook Islands
- 6.500 Gibraltar
- 6.488 Belize
- 6.464 Costa Rica
- ? Germany
- ? Hong Kong
- ? Indonesia
- ? Trinidad & Tobago

## Crossovers
| Miss World 1982 - Suisse: Lolita Morena (3ru and Miss Photogenic) - Irlande: Roberta Brown (6th runner-up) - Chypre: Marina Elena Rauscher - Gibraltar: Louise Gillingwater - Indonésie: Andi Botenri - Liban: May Mansour Chahwan - Espagne: Ana Isabel Herrero - Turks and Caicos: Lolita Ariza Miss International 1983 - Danemark: Inge Ravn Thomsen (2nd runner-up) - Allemagne: Loana Katharina Radecki - Grèce: Plousia Farfaraki - Pays de Galles: Lianne Gray | Miss World 1983 - Islande: Unnur Steinsson (4th runner-up) - Autriche: Mercedes Stermitz (Top 15) - Belgique: Françoise Bostoen (Top 15) - Holland: Nancy Lalleman Heynis (Top 15) - Bermudes: Angelita Diaz - Îles Caïmans: Effie Ebanks - France: Frederique Leroy - Norvège: Karen Elisabeth Dobloug - Gambie: Abbey Scattrel Janneh Miss International 1984 - Angleterre – Karen Moore (Top 15) International Queen of Coffee 1984 - Honduras: Ollie Thompson (Winner) |